# Werner Oswald
Werner L. Oswald (* 16. März 1904 in Luzern; † 23. Februar 1979 in Zürich) war ein Schweizer Chemiker und Unternehmer.

## Leben
Werner Oswald war der Sohn des Luzerner Rechtsanwalts und Regierungsrats Arthur Oswald. Er besuchte die Sekundarschule in Gais und danach die Kantonsschule Trogen. Nach der Landwirtschaftsschule in Langenthal bildete er sich an der ETH Zürich zum Agraringenieur und belegte praktisch gleichzeitig an der Universität Zürich Philosophie. Er promovierte an beiden Hochschulen.
Oswald besass das Patent der Alkoholgewinnung aus Holzabfällen nach dem Scholler-Verfahren. Er gründete 1936 in Zürich die Holzverzuckerungs AG, kurz Hovag, die 1942 mit Bundeshilfe in Domat/Ems, GR einen Produktionsstandort eröffnete. Oswalds Hovag verarbeitete einheimisches Holz zu Ethanol, das im Zweiten Weltkrieg (1939–1945) dem Treibstoff beigemischt wurde und 30 % des Treibstoffbedarfs der Schweiz deckte. Der Bund subventionierte die Herstellung und stützte so den Automobil- und den Lkw-Verkehr. 1956 wurde die Fortführung dieser Subventionierung der Hovag in einer nationalen Referendumsabstimmung abgelehnt. Die Hovag spezialisierte sich in der Folge auf die Produktion von Kunstfasern, die bereits Anfang der 1950er Jahre aufgenommen worden war. 1960 erfolgte die Umbenennung in Emser Werke AG; aus ihr ging 1978 die Ems-Chemie hervor.
Neben Kunstfasern produzierte die Hovag auch ein dem Napalm ähnliches Brandmittel, das unter der Bezeichnung Opalm verkauft wurde. Ausserdem entwickelte die Hovag eine Flüssigkeitsrakete. Bei der Entwicklung halfen eine Reihe von Spezialisten aus Deutschland. Viele davon hatten eine Nazi-Vergangenheit, so etwa der Chemiker Heinrich Bütefisch, der ehemalige Abteilungsleiter der I.G.-Farben Johann Giesen oder der ehemalige Wehrwirtschaftsführer und Erdölfachmann Ernst Rudolf Fischer.
Werner Oswald starb am 23. Februar 1979 während einer Besprechung.

## Werke
- Wirtschaft und Siedlung im Rheinwald. Zürich 1931. (Diss. phil. II. Univ. Zürich).
- Beiträge zur Theorie der Elektrokultur. Gebr. Borntraeger, Berlin 1933. (Angewandte Botanik. Bd. 15, Heft 1). (Diss. techn. Wiss. Techn. Hochschule Zürich).